# 尼夫納
50°15′42″N 27°54′1″E / 50.26167°N 27.90028°E
尼夫納（烏克蘭語：Нивна），是烏克蘭北部的村莊，隸屬日托米爾州的日托米爾區。該村始建於1899年，面積73.1平方公里，海拔高度230米，2001年該村落人口200。